# Diaphorus despectus
Diaphorus despectus är en tvåvingeart som beskrevs av Octave Parent 1939. Diaphorus despectus ingår i släktet Diaphorus och familjen styltflugor.
Artens utbredningsområde är Costa Rica. Inga underarter finns listade i Catalogue of Life.